# Stazione di Pole-Piobbico
La stazione di Pole-Piobbico è stata una stazione ferroviaria posta lungo la ferrovia Urbino-Fabriano, dismessa nel 1944 a causa dei bombardamenti della seconda guerra mondiale, a servizio di Pole, frazione di Acqualagna, e di Piobbico.

## Storia
La stazione venne inaugurata il 20 settembre 1898 insieme al tronco Urbino-Pergola della ferrovia Urbino-Fabriano.
Nel 1944, durante il secondo conflitto mondiale, la ferrovia venne seriamente danneggiata dall'esercito tedesco in ritirata; da quell'anno la tratta Fermignano-Pergola non fu più riattivata lasciandola in completo abbandono. Al termine del conflitto, solo la tratta Pergola-Fabriano venne riattivata, il 20 maggio 1947.
Nel 1971 il tratto Fermignano-Pergola venne definitivamente smantellato.

## Strutture e impianti
La stazione era composta da due binari, un binario tronco e dal fabbricato viaggiatori, ormai fatiscente.